# 奧地利銀行
奧地利銀行（英語：UniCredit Bank Austria AG，常稱：Bank Austria）是裕信銀行其下主要負責中東歐業務的銀行。

## 历史
成立於1991年。自2007年起開始負責歐盟所有裕信銀行旗下業務。

## 外部連結
- 奧地利銀行
- UniCredit Group（页面存档备份，存于）
- UniCredit/HVB Group Merger announcement website
- International Moscow Bank （页面存档备份，存于）
- Aton Capital

1. ↑  Half-Yearly Financial Report 2015